# Sisarum macrophyllum
Sisarum macrophyllum är en flockblommig växtart som beskrevs av Philipp Johann Ferdinand Schur. Sisarum macrophyllum ingår i släktet Sisarum och familjen flockblommiga växter. Inga underarter finns listade i Catalogue of Life.